# Георг Фридрих фон Шварценберг
Георг Фридрих фон Шварценберг (на немски: Georg Friedrich von Schwarzenberg; * сл. 1507; † 21 ноември 1543) е фрайхер на Шварценберг.

## Произход
Той е вторият син на фрайхер Фридрих фон Шварценберг († 20 януари 1545) и първата му съпруга Маргарета фон Вартенберг († 2 декември 1521). Брат е на Вилхелм Балтазар (* 1506; † 2 юни 1548, Вюрцбург), домхер на Вюрцбург, и на Анна (* сл. 1506; † 1541), монахиня в Хайдингсфелд.
Баща му се жени втори път 1522 г. за Анна фон Еберщайн († 27 юли 1547).

## Фамилия
Георг Фридрих фон Шварценберг се жени за Маргарета Фукс фон Бимбах († 1537). Те имат един син:
- Фридрих Мориц (* 1537; † 20 юли 1565, Валдзаксен), женен за Доротея фон Хазберг († сл. 1560); имат дъщеря Анна.